# NHL 1957/58
Die NHL-Saison 1957/58 war die 41. Spielzeit in der National Hockey League. Sechs Teams spielten jeweils 70 Spiele. Den Stanley Cup gewannen die Montréal Canadiens nach einem 4:2-Erfolg in der Finalserie gegen die Boston Bruins. Maurice Richard traf als erster NHL-Spieler zu Tor Nummer 500. Wie schon bei seinen Toren Nummer 100, 200, 325 und 400 war auch dieses Mal Chicago der Gegner. Als erster afroamerikanischer Spieler lief für Boston Willie O’Ree auf.

## Reguläre Saison

### Abschlusstabelle
Abkürzungen: W = Siege, L = Niederlagen, T = Unentschieden, GF= Erzielte Tore, GA = Gegentore, Pts = Punkte
|                     | W  | L  | T  | GF  | GA  | Pts |
| ------------------- | -- | -- | -- | --- | --- | --- |
| Montréal Canadiens  | 43 | 17 | 10 | 250 | 158 | 96  |
| New York Rangers    | 32 | 25 | 13 | 195 | 188 | 77  |
| Detroit Red Wings   | 29 | 29 | 12 | 176 | 207 | 70  |
| Boston Bruins       | 27 | 28 | 15 | 199 | 194 | 69  |
| Chicago Blackhawks  | 24 | 39 | 7  | 163 | 202 | 55  |
| Toronto Maple Leafs | 21 | 38 | 11 | 192 | 226 | 53  |

### Beste Scorer
Abkürzungen: GP = Spiele, G = Tore, A = Assists, Pts = Punkte
| Spieler         | Team       | GP | G  | A  | Pts |
| --------------- | ---------- | -- | -- | -- | --- |
| Dickie Moore    | Montreal   | 70 | 36 | 48 | 84  |
| Henri Richard   | Montreal   | 67 | 28 | 52 | 80  |
| Andy Bathgate   | NY Rangers | 65 | 30 | 48 | 78  |
| Gordie Howe     | Detroit    | 64 | 33 | 44 | 77  |
| Bronco Horvath  | Boston     | 67 | 30 | 36 | 66  |
| Ed Litzenberger | Chicago    | 70 | 32 | 30 | 62  |
| Fleming Mackell | Boston     | 70 | 20 | 40 | 60  |
| Jean Béliveau   | Montreal   | 55 | 27 | 32 | 59  |
| Alex Delvecchio | Detroit    | 70 | 21 | 38 | 59  |
| Don McKenney    | Boston     | 70 | 28 | 30 | 58  |

## Stanley-Cup-Playoffs
|  | Halbfinale | Halbfinale            | Halbfinale |  |  | Stanley-Cup-Finale | Stanley-Cup-Finale    | Stanley-Cup-Finale |
|  |            |                       |            |  |  |                    |                       |                    |
|  |            |                       |            |  |  |                    |                       |                    |
|  | 1          | Canadiens de Montréal | 4          |  |  |                    |                       |                    |
|  | 3          | Detroit Red Wings     | 0          |  |  |                    |                       |                    |
|  |            |                       |            |  |  | 1                  | Canadiens de Montréal | 4                  |
|  |            |                       |            |  |  | 4                  | Boston Bruins         | 2                  |
|  | 2          | New York Rangers      | 2          |  |  |                    |                       |                    |
|  | 4          | Boston Bruins         | 4          |  |  |                    |                       |                    |
|  |            |                       |            |  |  |                    |                       |                    |

## NHL-Auszeichnungen
| Art Ross Trophy:              | Dickie Moore, Montréal Canadiens     |
| Calder Memorial Trophy:       | Frank Mahovlich, Toronto Maple Leafs |
| Hart Memorial Trophy:         | Gordie Howe, Detroit Red Wings       |
| Lady Byng Memorial Trophy:    | Camille Henry, New York Rangers      |
| Vezina Trophy:                | Jacques Plante, Montréal Canadiens   |
| James Norris Memorial Trophy: | Doug Harvey, Montréal Canadiens      |